# FN Model 1910
FN Model 1910 — самозарядный пистолет конструкции Джона М. Браунинга, разработанный на замену пистолета Browning M1900 и выпускавшийся бельгийской оружейной компанией Fabrique Nationale d’Armes de Guerre (Национальная фабрика военного оружия) в г. Эрсталь.

## История
Пистолет был разработан для бельгийской компании Fabrique Nationale (FN) и компании Кольт. Последняя не проявила интереса к этой модели, и производство сосредоточилось в Бельгии. Первоначально модель 1910 выпускалась под патрон 7,65×17 мм, а с 1912 года и под 9×17 мм.

## Описание

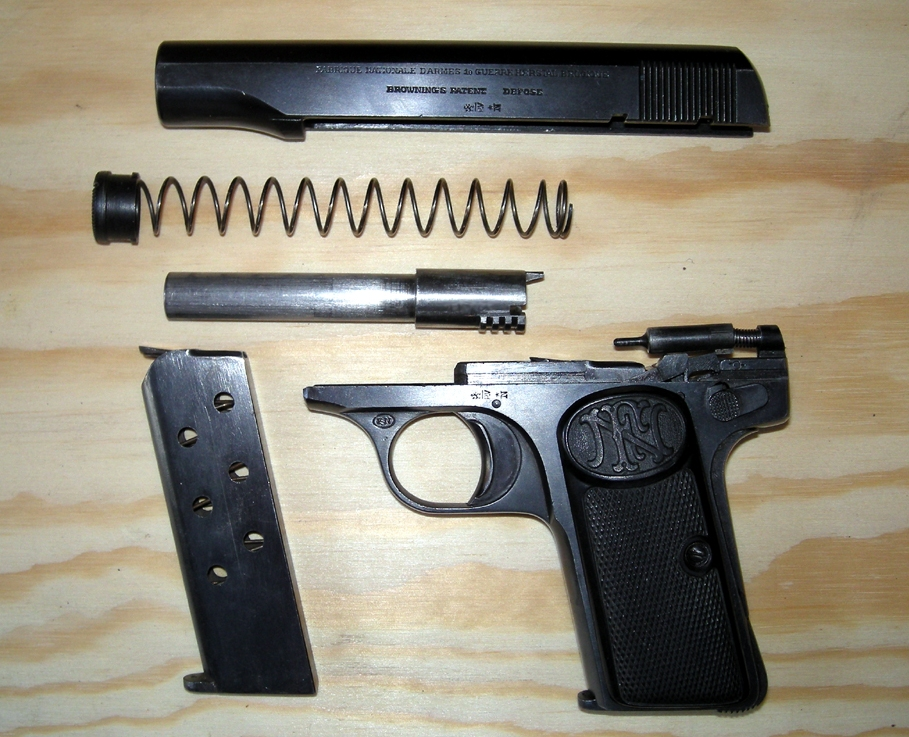
Неполная разборка

Основное отличие данного пистолета от предыдущих конструкций Браунинга заключается в компоновке. Возвратная пружина (впервые в серийно выпускавшемся пистолете) размещена вокруг ствола, за счёт чего значительно уменьшились габариты затвора-кожуха и оружия в целом. Впоследствии такое решение, благодаря которому уменьшилось количество деталей и габариты пистолета, было использовано в пистолетах других систем. Недостатком такой схемы является перегрев возвратной пружины при продолжительной и скоростной стрельбе, потеря ею своих механических качеств, вследствие чего может нарушиться работа автоматики. Но для карманного пистолета, не предназначенного для ведения длительного боя, это несущественно.
В 1922 году, по заказу Королевства сербов, хорватов и словенцев, был выпущен новый вариант модели 1910 с удлинённым стволом и рукояткой, вмещающей магазин большей ёмкости, получивший наименование FN Browning 1922. Его магазин вмещал 9 патронов 7,65×17 мм или 8 патронов 9×17 мм. Модель 1922 г. состояла на вооружении в армиях нескольких европейских стран.
Оба варианта пистолета были широко распространены в качестве гражданского, полицейского и армейского оружия, и пользовались большой популярностью в Европе до конца Второй мировой войны и даже после, а их производство продолжалось вплоть до 1983 года в разных вариантах, в том числе с регулируемыми прицельными приспособлениями. В Испании, Китае и других странах производились многочисленные копии и подражания, более или менее соответствующие оригиналу.

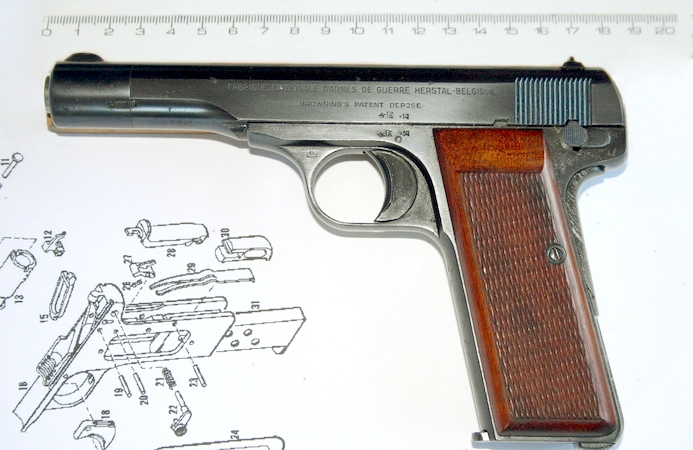
Модель 1922

## Страны-эксплуатанты
- Бельгия — на вооружении полиции
- Нидерланды — в октябре 1924 года 7,65-мм пистолет был принят на вооружение под наименованием Pistool M25 No.1, в апреле 1926 года 9-мм пистолет был принят на вооружение под наименованием Pistool M25 No.2, всего до начала Второй мировой войны в Бельгии было закуплено 91 449 пистолетов обеих модификаций[3]
- Дания
- Югославия — в феврале 1923 года заказано 60 тыс. 9-мм пистолетов обр. 1910/1922 г.[серб.], в 1930 году — ещё 20 тыс., которые приняты на вооружение под наименованием Аутоматски пиштоль Браунинг М.1910/22 и распределены в армии и полиции; пистолеты, отремонтированные на заводе «Kragujevac Arsenal» во время оккупации, имеют деревянные накладки на рукоять[3]
- Турция — в 1925 году партия пистолетов была закуплена для вооружения офицеров турецкой армии[3]
- Греция — в 1926—1929 гг. закуплено 9980 шт. 9-мм пистолетов обр. 1922 года для армии[3]
- Румыния — в сентябре 1935 года партия пистолетов была закуплена для румынской полиции[3]
- Вторая Испанская Республика — после начала в 1936 году войны в Испании, 200 шт. 9-мм пистолетов «браунинг» обр.1922 г. было закуплено правительством Испанской республики[4]
- Япония — в ходе Второй мировой войны некоторое количество пистолетов использовалось в японской полиции[5]
- Нацистская Германия — использовался во время Второй мировой войны; трофейные бельгийские 7,65-мм пистолеты «браунинг» обр. 1910 года поступали на вооружение под наименованием Pistole 621(b); бельгийские 7,65-мм пистолеты обр. 1910/1922 года — под наименованием Pistole 626 (b); датские 7,65-мм пистолеты обр. 1910/1922 года — под наименованием Pistole 626 (d); бельгийские 9-мм пистолеты обр. 1910/1922 г. — под наименованием Pistole 641(b); югославские 9-мм пистолеты обр. 1910/1922 г. — под наименованием Pistole 641(j)[3]
- Хорватия — после оккупации Югославии в апреле 1941 года немецкое военное командование передало некоторое количество трофейных югославских пистолетов НГХ, которые использовались армейскими и полицейскими формированиями под наименованием Samokres O.10/22[3]
- Югославия — пистолеты довоенного производства и трофеи использовали партизаны Народно-освободительной армии Югославии, после окончания войны пистолеты были официально приняты на вооружение в качестве личного оружия для сотрудников Народной милиции и офицеров Югославской народной армии и использовались до 1976 года; при этом, с 1957 года отремонтированные заводом «Црвена Застава» пистолеты получали на рукоять новые накладки из чёрной пластмассы[3]
- ФРГ — некоторое количество пистолетов использовалось подразделениями западногерманской полиции[3]

## Известные образцы

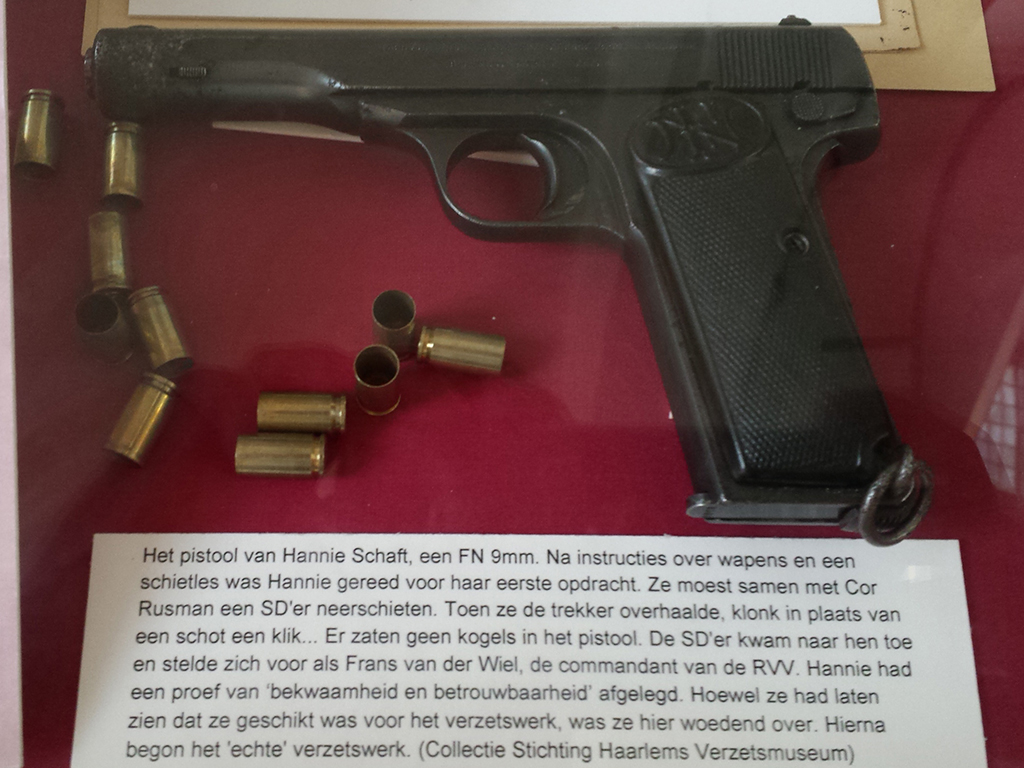
Пистолет FN M1922, принадлежавший Ханни Шафт

- Из пистолета Browning M1910, серийный номер 19074 под патрон .380 ACP[6], Гаврило Принцип застрелил в Сараево эрцгерцога Фердинанда, что стало поводом к Первой мировой войне[7]. Однако по другим данным, пистолет был изготовлен под патрон .32 ACP, что до сих пор вызывает поводы для споров[8]. Пистолет № 19074, легально купленный в Белграде вместе с тремя другими такими же «браунингами» для организации «Черная Рука», хранится в Венском военно-историческом музее.
- Из пистолета Browning M1910 6 мая 1932 года русским эмигрантом Павлом Горгуловым был застрелен президент Франции Поль Думер[9]. Пистолет находится в Музее исторических коллекций полицейской префектуры[10].
- Из ещё одного пистолета подобного типа 5 сентября 1935 года Карлом Вайссом был застрелен губернатор штата Луизиана Хьюи Лонг[11].
- Пистолет FN M1922 был личным оружием Ханни Шафт, деятельницы Нидерландского Сопротивления в годы Второй мировой войны; ныне является экспонатом музея Архива Северной Голландии в Харлеме.
- 19 января 2009 года из пистолета такого типа было совершено громкое убийство адвоката Станислава Маркелова и журналистки Анастасии Бабуровой.